# HelloAsso
HelloAsso est une Société par actions simplifiée ayant le Label entreprise solidaire d'utilité sociale (ESUS) française, créée en 2009 par Léa Thomassin et Ismaël Le Mouël.
Basée à Bègles, près de Bordeaux, la plateforme propose des outils en ligne pour faciliter la gestion et le développement des associations en France, notamment en matière de collecte de dons, d'adhésions, d'organisation d'événements et de billetterie.

## Histoire
Lancée en 2009 sous le nom de "Mailforgood", HelloAsso se consacre dès le début à fournir des outils numériques aux associations pour soutenir leur développement. En 2010, elle introduit son premier service de dons en ligne, suivi par des outils d'adhésion et de billetterie en 2013. À cette occasion, la plateforme adopte son nom actuel, "HelloAsso".
En 2017, HelloAsso lève des fonds grâce à un partenariat avec les caisses régionales du Crédit Mutuel, lui permettant d'accélérer sa croissance. Entre 2018 et 2020, la plateforme continue son expansion, renforçant sa position dans le secteur des paiements pour les associations. En 2021, elle lance un moteur de recherche pour aider les citoyens à trouver des projets associatifs. En 2023, HelloAsso met en place une application mobile pour faciliter la gestion des activités associatives.
En octobre 2023, HelloAsso obtient le statut d'« établissement de paiement », agréé par l'Autorité de contrôle prudentiel et de résolution (ACPR), ce qui lui confère plus d'autonomie dans la gestion des paiements.

## Modèle de financement
HelloAsso adopte un modèle de financement basé sur les contributions volontaires des utilisateurs. Les services proposés aux associations sont gratuits, et les associations ne paient pas de frais sur les transactions effectuées via la plateforme. Les utilisateurs peuvent choisir d'ajouter une contribution volontaire pour soutenir HelloAsso. Selon le rapport d'impact de 2023, 97 % des associations estiment que la gratuité des services est essentielle pour elles.

## Outils et services proposés
HelloAsso met à disposition des associations des outils pour gérer les adhésions, organiser des événements, collecter des dons et mettre en place des campagnes de financement participatif. La plateforme propose également un système de paiement sécurisé, ainsi que des options de billetterie et de vente en ligne.
Pour les associations disposant de leur propre site web, HelloAsso propose des solutions de paiement intégrées via API, permettant une gestion fluide des transactions. La plateforme a également lancé un moteur de recherche pour aider les citoyens à trouver des activités associatives à proximité.

## Partenariats et collaborations
HelloAsso a noué plusieurs partenariats stratégiques, notamment avec des fédérations sportives. En 2023, environ 71 000 clubs sportifs étaient inscrits sur la plateforme, en lien avec 24 fédérations, dont la Fédération française handisport (FFH), la Fédération française de handball (FFHandball), la Fédération française de basket-ball (FFBB) et la Fédération française de volley (FFVolley).
En plus de ses partenariats sportifs, HelloAsso s'associe avec des logiciels complémentaires tels que Ohme, un outil de gestion des contacts pour associations, et BasiCompta, un logiciel de comptabilité associative.

## Reconnaissance officielle
En 2019, HelloAsso obtient l'agrément « Entreprise solidaire d'utilité sociale » (ESUS), qui reconnaît son engagement en faveur de l'utilité sociale. Cet agrément, délivré pour 5 ans par l'Etat, est attribué aux entreprises de l'économie sociale et solidaire (ESS) répondant à des critères stricts, notamment en matière d'écarts de salaires, de gouvernance et d'orientation vers des objectifs sociaux.

## Impact
Depuis sa création, HelloAsso revendique avoir soutenu 350 000 associations et contribué à l'engagement de 12 millions de citoyens. Au total, la plateforme aurait permis de collecter 1,5 milliard d’euros pour les associations inscrites,.